# Mexiko-Stadt ePrix 2016
Der Mexiko-Stadt ePrix 2016 (offiziell: 2016 FIA Formula E Mexico City ePrix) fand am 12. März auf dem Autódromo Hermanos Rodríguez in Mexiko-Stadt, Mexiko statt und war das fünfte Rennen der FIA-Formel-E-Meisterschaft 2015/16. Es handelte sich um den ersten Mexiko-Stadt ePrix sowie um den ersten ePrix, der auf einer permanenten Rennstrecke ausgetragen wurde.

## Bericht

### Hintergrund
Nach dem Buenos Aires ePrix führte Sébastien Buemi in der Fahrerwertung mit vier Punkten vor Lucas di Grassi und mit 28 Punkten vor Sam Bird. In der Teamwertung hatte Renault e.dams 15 Punkte Vorsprung auf ABT Schaeffler Audi Sport und 39 Punkte Vorsprung auf Dragon Racing.
Salvador Durán, di Grassi und Jean-Éric Vergne erhielten einen sogenannten FanBoost, sie durften die Leistung ihres zweiten Fahrzeugs einmal auf bis zu 200 kW erhöhen und so bis zu 100 Kilojoule Energie zusätzlich verwenden. Für Durán war es der erste FanBoost seit dem Monaco ePrix 2015, für di Grassi der zweite und für Vergne der dritte in Folge.

### Training
Buemi fuhr im ersten freien Training in 1:03,995 Minuten die Bestzeit vor Loïc Duval und Oliver Turvey. Das Training musste einmal unterbrochen werden, da Simona de Silvestro wegen eines Problems mit dem Batteriemanagement ihr Fahrzeug auf der Strecke abstellte.
Im zweiten freien Training war erneut Buemi mit einer Rundenzeit von 1:03,341 Minuten Schnellster vor Daniel Abt und di Grassi.

### Qualifying
Das Qualifying begann um 12:00 Uhr und fand in zwei Gruppen zu je vier Fahrern und zwei Gruppen zu jeweils fünf Fahrern statt, jede Gruppe hatte 6 Minuten Zeit, eine schnelle Runde zu setzen. Buemi fuhr in 1:03,667 Minuten die Bestzeit. Bruno Senna drehte sich auf seiner schnellen Runde und beschädigte sich dabei sein Fahrzeug. Nelson Piquet jr. verbremste sich auf seiner ersten gezeiteten Runde und schlug in die Streckenbegrenzung ein, das Qualifying wurde daher unterbrochen. Piquet konnte somit keine Rundenzeit setzen.
Die fünf schnellsten Fahrer fuhren anschließend im Superpole genannten Einzelzeitfahren die ersten fünf Positionen aus. Jérôme D’Ambrosio sicherte sich mit einer Rundenzeit von 1:03,705 Minuten die Pole-Position und damit drei Punkte. Die weiteren Positionen belegten Nicolas Prost, di Grassi, Abt und Buemi, der auf seiner gezeiteten Runde einen Fahrfehler beging.
Im Anschluss an das Qualifying wurde António Félix da Costa um zehn Startplätze nach hinten versetzt, da an seinem Fahrzeug nach dem Qualifying die Batterie und das Getriebe gewechselt werden mussten und somit die Parc-fermé-Bestimmungen verletzt wurden. Zusätzlich erhielt er noch eine Zehn-Sekunden-Strafe.

### Rennen
Das Rennen ging über 43 Runden.
Die Positionen an der Spitze des Feldes blieben beim Start unverändert. Beim Anbremsen der zweiten Schikane fuhr Félix da Costa auf Mike Conway auf, anschließend fuhr Senna auf Félix da Costa auf, der anschließend mit einer angebrochenen Frontflügelbefestigung weiterfahren musste.
In der vierten Runde überholte Buemi Abt, der zuvor eine Schikane auslassen musste, und lag somit auf dem vierten Platz.
Félix da Costa wurde wegen des Schadens aus der Kollision in der ersten Runde die schwarz-orange Flagge gezeigt, anschließend wurde eine Durchfahrtstrafe gegen ihn ausgesprochen, da er sich einen Vorteil durch das Verlassen der Strecke verschafft hatte. Er musste zur Reparatur an die Box fahren und trat kurz darauf seine Durchfahrtstrafe an, dies warf ihn ans Ende des Feldes zurück. Er lag anschließend mit Rundenrückstand auf dem 18. und letzten Platz.
An der Spitze des Feldes lagen D’Ambrosio, Prost, di Grassi, Buemi und Abt innerhalb von zwei Sekunden, Duval lag auf dem sechsten Platz vier Sekunden hinter der Spitzengruppe. In der 22. Runde ging di Grassi an Prost vorbei.
Als erste Fahrer gingen die beiden Mahindra-Piloten in Runde 21 zum Fahrzeugwechsel an die Box, alle anderen Piloten bis auf die NEXTEV-Fahrer kamen eine Runde später. Buemi überholte beim Boxenstopp seinen Teamkollegen Prost. Als Prost aus der Box losgeschickt wurde, fuhr Abt gerade in der Fast Lane, er musste bremsen, um eine Kollision mit Prost zu verhindern.
Eine Runde nach dem Fahrzeugwechsel nutzte di Grassi seinen FanBoost, um D’Ambrosio auf der Start-Ziel-Geraden zu überholen. Auch Buemi übte in der Folge viel Druck auf D’Ambrosio aus und griff ihn mehrfach an, er verteidigte jedoch seine Position. Di Grassi gelang es derweil, sich von D’Ambrosio und Buemi abzusetzen.
In Runde 29 kollidierten Buemi und D’Ambrosio beim Anbremsen der ersten Schikane, beide ließen die Schikane aus und konnten mit ihren nur leicht beschädigten Fahrzeugen weiterfahren. D’Ambrosio gelang in dieser Runde die schnellste Runde des Rennens. Im Kampf um den siebten Platz überholte Bird Nick Heidfeld, der jedoch sofort danach konterte und wieder an Bird vorbeiging. Heidfeld musste jedoch Energie sparen, da er das Fahrzeug früher gewechselt hatte und verlor kurz darauf die Position erneut an Bird.
In Runde 35 überholte Buemi dann D’Ambrosio, ließ aber erneut die erste Schikane aus. D’Ambrosio versuchte, wieder an Buemi vorbeizugehen und verlor in der Folge zwei weiteren Positionen an Prost und Abt. D’Ambrosio ließ die letzte Schikane aus und ging so wieder an Prost und Abt vorbei. Dann ließ Buemi ihn wieder passieren, um einer Durchfahrtstrafe zu entgehen. Eine Durchfahrtstrafe wurde kurz darauf gegen Prost ausgesprochen, da die Rennkommissare den Vorfall mit Abt im Anschluss an den Fahrzeugwechsel als Unsafe Release ansahen.
Di Grassi setzte sich derweil an der Spitze weiter ab und vergrößerte seinen Vorsprung auf zehn Sekunden. Buemi gelang es trotz einer Vielzahl von Angriffen nicht, D’Ambrosio zu überholen. In der vorletzten Runde schlug Abt nach einem Fahrfehler in die Streckenbegrenzung ein. Er konnte das Rennen fortsetzen, fiel aber vom vierten Platz auf den achten Platz zurück.
Di Grassi gewann das Rennen, wurde aber im Anschluss disqualifiziert, da sein Fahrzeug das Mindestgewicht unterschritt. Auch der viertplatzierte Duval wurde nachträglich bestraft, da er sich durch das Verlassen der Strecke einen Vorteil verschafft hatte, die 15-Sekunden-Strafe warf ihn hinter Prost zurück.
Den Sieg erbte so D’Ambrosio vor Buemi und Prost. Die restlichen Punkteplatzierungen belegten Duval, Robin Frijns, Bird, Abt, Heidfeld, Stéphane Sarrazin und Senna. Die schnellste Rennrunde fuhr D’Ambrosio, diese Zeit wurde jedoch aberkannt, da er wegen der Kollision mit Buemi die Schikane ausgelassen hatte. Die zwei Punkte für die schnellste Rennrunde gingen somit an Prost.
Die ersten drei Positionen in der Fahrerwertung blieben unverändert, Buemi vergrößerte seinen Vorsprung auf di Grassi. In der Teamwertung blieb Renault e.dams vorne, dahinter folgte nun Dragon Racing vor ABT Schaeffler Audi Sport.

## Meldeliste
Alle Teams und Fahrer verwenden Reifen von Michelin.
| Team                            | Fahrzeug                | Nr. | Fahrer                 |
| ------------------------------- | ----------------------- | --- | ---------------------- |
| Renault e.dams                  | RENAULT Z.E.15          | 08  | Nicolas Prost          |
| Renault e.dams                  | RENAULT Z.E.15          | 09  | Sébastien Buemi        |
| Dragon Racing                   | Venturi VM200-FE-01     | 06  | Loïc Duval             |
| Dragon Racing                   | Venturi VM200-FE-01     | 07  | Jérôme D’Ambrosio      |
| ABT Schaeffler Audi Sport       | ABT Schaeffler FE01     | 11  | Lucas di Grassi        |
| ABT Schaeffler Audi Sport       | ABT Schaeffler FE01     | 66  | Daniel Abt             |
| NEXTEV TCR Formula E Team       | NEXTEV TCR FormulaE 001 | 01  | Nelson Piquet jr.      |
| NEXTEV TCR Formula E Team       | NEXTEV TCR FormulaE 001 | 88  | Oliver Turvey          |
| DS Virgin Racing Formula E Team | VIRGIN DSV-01           | 02  | Sam Bird               |
| DS Virgin Racing Formula E Team | VIRGIN DSV-01           | 25  | Jean-Éric Vergne       |
| Amlin Andretti Formula E Team   | Spark-Renault SRT_01E   | 27  | Robin Frijns           |
| Amlin Andretti Formula E Team   | Spark-Renault SRT_01E   | 28  | Simona de Silvestro    |
| Team Aguri                      | Spark-Renault SRT_01E   | 55  | António Félix da Costa |
| Team Aguri                      | Spark-Renault SRT_01E   | 77  | Salvador Durán         |
| Mahindra Racing Formula E Team  | Mahindra M2ELECTRO      | 21  | Bruno Senna            |
| Mahindra Racing Formula E Team  | Mahindra M2ELECTRO      | 23  | Nick Heidfeld          |
| Venturi Formula E Team          | Venturi VM200-FE-01     | 04  | Stéphane Sarrazin      |
| Venturi Formula E Team          | Venturi VM200-FE-01     | 12  | Mike Conway            |

## Klassifikationen

### Qualifying
| Pos.                                                                   | Fahrer                 | Team                            | Zeit       | Superpole | Start |
| ---------------------------------------------------------------------- | ---------------------- | ------------------------------- | ---------- | --------- | ----- |
| 01                                                                     | Jérôme D’Ambrosio      | Dragon Racing Formula E Team    | 1:03,992   | 1:03,705  | 01    |
| 02                                                                     | Nicolas Prost          | Renault e.dams                  | 1:03,877   | 1:04,013  | 02    |
| 03                                                                     | Lucas di Grassi        | ABT Schaeffler Audi Sport       | 1:03,990   | 1:04,022  | 03    |
| 04                                                                     | Daniel Abt             | ABT Schaeffler Audi Sport       | 1:04,077   | 1:04,335  | 04    |
| 05                                                                     | Sébastien Buemi        | Renault e.dams                  | 1:03,667   | 1:05,183  | 05    |
| 06                                                                     | Jean-Éric Vergne       | DS Virgin Racing Formula E Team | 1:04,268   | –         | 06    |
| 07                                                                     | António Félix da Costa | Team Aguri                      | 1:04,371   | –         | 17    |
| 08                                                                     | Loïc Duval             | Dragon Racing Formula E Team    | 1:04,492   | –         | 07    |
| 09                                                                     | Nick Heidfeld          | Mahindra Racing Formula E Team  | 1:04,523   | –         | 08    |
| 10                                                                     | Stéphane Sarrazin      | Venturi Formula E Team          | 1:04,583   | –         | 09    |
| 11                                                                     | Sam Bird               | DS Virgin Racing Formula E Team | 1:04,594   | –         | 10    |
| 12                                                                     | Simona de Silvestro    | Amlin Andretti Formula E Team   | 1:04,606   | –         | 11    |
| 13                                                                     | Robin Frijns           | Amlin Andretti Formula E Team   | 1:04,959   | –         | 12    |
| 14                                                                     | Mike Conway            | Venturi Formula E Team          | 1:05,108   | –         | 13    |
| 15                                                                     | Salvador Durán         | Team Aguri                      | 1:05,452   | –         | 14    |
| 16                                                                     | Oliver Turvey          | NEXTEV TCR Formula E Team       | 1:06,166   | –         | 15    |
| 17                                                                     | Bruno Senna            | Mahindra Racing Formula E Team  | 1:07,724   | –         | 16    |
| 110-Prozent-Zeit: 1:10,034 min (bezogen auf Bestzeit von 1:03,667 min) |                        |                                 |            |           |       |
| 18                                                                     | Nelson Piquet jr.      | NEXTEV TCR Formula E Team       | keine Zeit | –         | 18    |

Anmerkungen
1. ↑  Félix da Costa wurde wegen eines Getriebewechsels um zehn Startplätze nach hinten versetzt

### Rennen
| Pos. | Fahrer                 | Team                            | Runden | Zeit       | Start | Schnellste Runde |
| ---- | ---------------------- | ------------------------------- | ------ | ---------- | ----- | ---------------- |
| 01   | Jérôme D’Ambrosio      | Dragon Racing Formula E Team    | 43     | 48:29,409  | 01    | 1:05,400 (26.)   |
| 02   | Sébastien Buemi        | Renault e.dams                  | 43     | + 0,106    | 05    | 1:05,076 (29.)   |
| 03   | Nicolas Prost          | Renault e.dams                  | 43     | + 25,537   | 02    | 1:04,569 (29.)   |
| 04   | Loïc Duval             | Dragon Racing Formula E Team    | 43     | + 26,358   | 08    | 1:04,840 (26.)   |
| 05   | Robin Frijns           | Amlin Andretti Formula E Team   | 43     | + 28,477   | 13    | 1:05,247 (29.)   |
| 06   | Sam Bird               | DS Virgin Racing Formula E Team | 43     | + 28,928   | 11    | 1:05,167 (28.)   |
| 07   | Daniel Abt             | ABT Schaeffler Audi Sport       | 43     | + 30,051   | 04    | 1:05,315 (34.)   |
| 08   | Nick Heidfeld          | Mahindra Racing Formula E Team  | 43     | + 36,373   | 09    | 1:06,177 (33.)   |
| 09   | Stéphane Sarrazin      | Venturi Formula E Team          | 43     | + 37,291   | 10    | 1:05,879 (30.)   |
| 10   | Bruno Senna            | Mahindra Racing Formula E Team  | 43     | + 37,603   | 17    | 1:06,019 (24.)   |
| 11   | Oliver Turvey          | NEXTEV TCR Formula E Team       | 43     | + 38,598   | 16    | 1:05,183 (27.)   |
| 12   | Mike Conway            | Venturi Formula E Team          | 43     | + 38,790   | 14    | 1:04,965 (24.)   |
| 13   | Nelson Piquet jr.      | NEXTEV TCR Formula E Team       | 43     | + 42,351   | 18    | 1:05,097 (27.)   |
| 14   | Simona de Silvestro    | Amlin Andretti Formula E Team   | 43     | + 43,971   | 12    | 1:05,979 (27.)   |
| 15   | Salvador Durán         | Team Aguri                      | 43     | + 1:03,082 | 15    | 1:05,996 (28.)   |
| 16   | Jean-Éric Vergne       | DS Virgin Racing Formula E Team | 42     | + 1 Runde  | 06    | 1:04,881 (24.)   |
| —    | António Félix da Costa | Team Aguri                      | 32     | DNF        | 07    | 1:05,059 (25.)   |
| —    | Lucas di Grassi        | ABT Schaeffler Audi Sport       | 43     | DSQ        | 03    | 1:04,887 (28.)   |

Anmerkungen
1. ↑  Di Grassi wurde disqualifiziert, da sein Wagen das Mindestgewicht von 888 kg unterschritt

## Meisterschaftsstände nach dem Rennen
Die ersten zehn des Rennens bekamen 25, 18, 15, 12, 10, 8, 6, 4, 2 bzw. 1 Punkt(e). Zusätzlich gab es drei Punkte für die Pole-Position und zwei Punkte für die schnellste Rennrunde.

### Fahrerwertung
| Pos. | Fahrer                 | Team                            | Punkte |
| ---- | ---------------------- | ------------------------------- | ------ |
| 01   | Sébastien Buemi        | Renault e.dams                  | 98     |
| 02   | Lucas di Grassi        | ABT Schaeffler Audi Sport       | 76     |
| 03   | Sam Bird               | DS Virgin Racing Formula E Team | 60     |
| 04   | Jérôme D’Ambrosio      | Dragon Racing Formula E Team    | 58     |
| 05   | Loïc Duval             | Dragon Racing Formula E Team    | 44     |
| 06   | Nicolas Prost          | Renault e.dams                  | 38     |
| 07   | Robin Frijns           | Amlin Andretti Formula E Team   | 31     |
| 08   | Stéphane Sarrazin      | Venturi Formula E Team          | 30     |
| 09   | Nick Heidfeld          | Mahindra Racing Formula E Team  | 27     |
| 10   | António Félix da Costa | Team Aguri                      | 16     |
| 11   | Daniel Abt             | ABT Schaeffler Audi Sport       | 16     |
| 12   | Bruno Senna            | Mahindra Racing Formula E Team  | 12     |

| Pos. | Fahrer              | Team                             | Punkte |
| ---- | ------------------- | -------------------------------- | ------ |
| 13   | Oliver Turvey       | NEXTEV TCR Formula E Team        | 10     |
| 14   | Jean-Éric Vergne    | DS Virgin Racing Formula E Team  | 6      |
| 15   | Nelson Piquet jr.   | NEXTEV TCR Formula E Team        | 4      |
| 16   | Nathanaël Berthon   | Team Aguri                       | 4      |
| 17   | Simona de Silvestro | Amlin Andretti Formula E Team    | 0      |
| 18   | Jacques Villeneuve  | Venturi Formula E Team           | 0      |
| 19   | Oliver Rowland      | Mahindra Racing Formula E Team   | 0      |
| 20   | Mike Conway         | Venturi Formula E Team           | 0      |
| —    | Salvador Durán      | Trulli Formula E Team Team Aguri | 0      |
| —    | Vitantonio Liuzzi   | Trulli Formula E Team            | 0      |
| —    | Jarno Trulli        | Trulli Formula E Team            | 0      |

### Teamwertung
| Pos. | Team                            | Punkte |
| ---- | ------------------------------- | ------ |
| 01   | Renault e.dams                  | 136    |
| 02   | Dragon Racing Formula E Team    | 102    |
| 03   | ABT Schaeffler Audi Sport       | 92     |
| 04   | DS Virgin Racing Formula E Team | 66     |
| 05   | Mahindra Racing Formula E Team  | 39     |

| Pos. | Team                          | Punkte |
| ---- | ----------------------------- | ------ |
| 06   | Amlin Andretti Formula E Team | 31     |
| 07   | Venturi Formula E Team        | 30     |
| 08   | Team Aguri                    | 20     |
| 09   | NEXTEV TCR Formula E Team     | 14     |
| 10   | Trulli Formula E Team         | 0      |